# Paulina Körner
Paulina Körner (* 12. Dezember 1996 in Herten) ist eine ehemalige deutsche Basketballspielerin.

## Karriere
Als Tochter der beiden Basketballspieler Christina Szafarczyk und Christoph Körner hatte Paulina Körner bereits früh einen Bezug zum Basketballsport. Sie spielte in der Jugendabteilung der TG Neuss sowie der RheinStars Köln und war Teil der deutschen Nachwuchsnationalmannschaften. Während eines Jahres besuchte sie die Pomfret-Highschool im US-Bundesstaat Connecticut. Mit der TG Neuss trat sie in der 2. Bundesliga an. Im Sommer wechselte sie danach erneut in die USA, besuchte zwei Jahre die Columbia University, studierte Ingenieurswesen und bestritt in den Spielzeiten 2015/16 und 2016/17 insgesamt 56 Spiele für Columbia, in denen sie im Durchschnitt 5,3 Punkte erzielte. Während ihrer Zeit in den USA wurde sie am 7. August 2016 erstmals für die deutsche Nationalmannschaft aufgeboten. Ihr letztes von insgesamt sieben A-Länderspielen bestritt Körner im Februar 2018.
Nach ihrer Zeit in den Vereinigten Staaten kehrte sie nach Europa zurück in die Schweiz, wo sie sich an der ETH Zürich einschrieb und dann von 2017 bis 2019 für den Nationalligisten BC Winterthur spielte.